# (523719) 2014 LM28
(523719) 2014 LM28 est un objet transneptunien ayant une orbite fortement inclinée et très excentrique l'emmenant, au périhélie, plus près du Soleil qu'Uranus et, à l'aphélie, 17 fois plus loin du Soleil que Neptune.

## Caractéristiques
(523719) 2014 LM28 possède une orbite fortement inclinée, typique des objets épars et quasi à la perpendiculaire de l'écliptique.